# Розширювальний газоцементний розчин
Ро́зчин газоцеме́нтний розши́рювальний (РГЦР) (рос. раствор газоцементный расширяющийся (РГЦР); англ. expanding gas-cement mud; нім. Ausdehnungsgaszementspülung f) — полегшений шляхом аерації тампонажний розчин, який характеризується здатністю розширюватися за рахунок виділення водню. Для одержання стабільних розчинів до них додають поверхнево-активні речовини. 
Склад газоцементного розчину може бути таким (в масових частках): тампонажний цемент — 64,6, вода — 32,3, рідке скло — 1,55, хлористий натрій — 1,29, алюмінієвий порошок — 0,13. Газовиділення супроводжується різкою втратою рухомості розчину. Збільшення об'єму та втрата рухомості під час знаходження цементного розчину в поглинаючому горизонті є основними властивостями, які забезпечують надійну ізоляцію.

## Дивись також
- Розчин